# Liopholis inornata
Espèce
Synonymes
- Egernia inornata Rosén, 1905

Statut de conservation UICN

 LC  : Préoccupation mineure
Liopholis inornata est une espèce de sauriens de la famille des Scincidae.

## Répartition
Cette espèce est endémique d'Australie. Elle se rencontre en Australie-Occidentale, dans le Territoire du Nord, au Queensland, en Nouvelle-Galles du Sud, en Australie-Méridionale et au Victoria.

## Description
C'est un saurien vivipare.

## Publication originale
- Rosén, 1905 : List of the lizards in the Zoological Museum of Lund, with descriptions of new species. Annals and magazine of natural history, sér. 7, vol. 16, p. 129-142 (texte intégral).